# (5676) Voltaire
(5676) Voltaire (1986 RH12) – planetoida z grupy pasa głównego asteroid okrążająca Słońce w ciągu 3,92 lat w średniej odległości 2,49 j.a. Odkryta 9 września 1986 roku.